# اسد سکندر
اسد اسکندر (زاده ۱۶ اردیبهشت  ۱۳۵۸) بازیگر، فیلمنامه‌نویس و کارگردان اهل افغانستان است.وی هم‌اکنون در کنار خانواده‌اش در کشور بلغارستان زندگی می‌کند. اسد اسکندر از مخالفان حکومت استبدادی طالبان است.

## زندگی‌نامه
اسد اسکندر در شهر کابل زاده شد. او دوره ابتدایی را در مدرسه سید جمال‌الدین اسدآبادی و سپس دوره دبیرستان خود را نیز در شیرشاه سوری به پایان رسانده است. او بعداً تحصیلات دوره کارشناسی خود را در رشته سینما و تئاتر از دانشگاه NATFA کشور بلغارستان به‌دست آورد. او در بخش بازیگری در سال ۱۳۷۲ شامل دانشگاه آکادمیک هنرهای کشور هندوستان گردید و در سال ۱۳۷۶ از آن آکادمی با درجه عالی فارغ التحصیل شد.
الگو:اطلاعات شخص

## اجرا
اسد اسکندر اولین کار حرفه ای خود را در فیلم اکشن (BULLET - EK DHAMAKA) شروع کرد که تهیه‌کننده این فیلم نیز خودش بود. این فیلم به کارگردانی عرفان خان در سال ۱۳۸۴ ساخته و اکران شد که اقبال خان در این فیلم نقش اصلی را به عهده داشت.

## فیلم‌ها
اسد اسکندر سال ۱۳۸۷ فیلم پناه را ساخت و با اکران این فیلم او به شهرت رسید.
او در سال ۱۳۹۶ از بلغارستان به کابل-افغانستان برگشت و سریالی به نام محافظان را با همکاری تلویزیون طلوع ساخت. سریال محافظان یکی از اولین سریال های برتر سینمای افغانستان بود، که امید بهتر شدن سینمای افغانستان را بعد از چند دهه جنگ، نوید میداد. او در سال ۱۳۹۴ فیلمی به نام مدرسه را نیز ساخت که با مخالفت های سفارت ایران روبه رو شد. این فیلم در واقع شرایط سخت زندگی مهاجرین افغان در ایران را به نمایش گذاشته که در آن یک دختر افغانی نمی‌تواند در مدارس ایران درس بخواند.
او گفت به دلیل اینکه محتوای فیلم وضعیت نامناسب زندگی مهاجران افغانی در ایران را به نمایش می‌گذارد، مسئولان ایرانی مانع نمایش آن شده‌اند.

## همکاری‌ها
او در فیلم هندی تحت نام قافله به عنوان کارگردانی اکشن با سانی دیول همکار بود و خیلی خوب درخشید. وی در سال ۲۰۰۹ در فیلم هندی دیگری بنام Godfather که وینود کانا و ارباز خان نیز در آن نقش داشتند کارگردانی اکشن را به عهده داشت و اخرین کارگردانی اکشن را با فیلم دلداده در کنار شاهرخ خان و وینود کانا داشت، که صحنه های اکشن این فیلم در کشور بلغارستان ساخته شد.